# Lúky
Lúky (ungarisch Alsórétfalu – bis 1907 Lúki oder Luki) ist eine Gemeinde im Nordwesten der Slowakei, mit 901 Einwohnern (Stand 31. Dezember 2024), die zum Okres Púchov, einem Teil des Trenčiansky kraj, gehört.

## Geographie
Die Gemeinde befindet sich im Tal der Biela voda an der Trennlinie zwischen den Weißen Karpaten und dem Javorník-Gebirge, etwa acht Kilometer von der Grenze zu Tschechien gelegen. Das Ortszentrum liegt auf einer Höhe von 345 m n.m. und ist 11 Kilometer von Púchov entfernt.
Nachbargemeinden sind Lazy pod Makytou im Norden, Vydrná im Nordosten, Záriečie im Südosten und Süden, Zubák im Südwesten sowie Lysá pod Makytou im Westen.

## Geschichte
Die Besiedlung des heutigen Ortes geht in das 13. Jahrhundert zurück, als hier eine wahrscheinlich 1228 erbaute Kirche im romanischen Stil stand. Der ursprüngliche Ort samt der Kirche wurde während des Mongolensturms im Jahr 1241 von den aus dem Lissapass heranrückenden Mongolen geplündert.
Der wieder errichtete Ort Lúky wurde zum ersten Mal 1471 als Lwchky beziehungsweise Welyke Lwchky schriftlich erwähnt und war damals Teil des Herrschaftsgebiets der Burg Lednica. 1598 hieß der Ort Luky Walachorum wegen der walachischen Kolonisierung des Gebietes. 1828 zählte man 112 Häuser und 953 Einwohner, die als Hirten und Arbeiter im örtlichen Sägewerk beschäftigt waren. Zur Zeit der Abschaffung der Leibeigenschaft im Jahr 1848 stammten die Besitzer aus dem Geschlecht Erdődy.
Bis 1918 gehörte der im Komitat Trentschin liegende Ort zum Königreich Ungarn und kam danach zur Tschechoslowakei beziehungsweise heute Slowakei. In der ersten tschechoslowakischen Republik waren die Einwohner Landwirte, Drahtbinder und Korbmacher und pendelten als Saisonarbeiter in die Südslowakei, zudem gab es im Dorf eine Dampfbäckerei und einen Steinbruch. 1937 erhielt Lúky Anschluss ans Eisenbahnnetz durch die Bahnstrecke Púchov–Horní Lideč. Kurz vor dem Ende des Zweiten Weltkriegs wurde die im Jahr 1872 erbaute Synagoge von der Wehrmacht vernichtet.
Der Ortsname bedeutet wörtlich „Wiesen“.

## Bevölkerung
| Jahr                | 1994 | 2004    | 2014    | 2024    |
| ------------------- | ---- | ------- | ------- | ------- |
| Anzahl der Personen | 942  | 952     | 912     | 901     |
| Unterschied         |      | +1,06 % | −4,20 % | −1,20 % |

| Jahr                | 2023 | 2024    |
| ------------------- | ---- | ------- |
| Anzahl der Personen | 892  | 901     |
| Unterschied         |      | +1,00 % |

Gemäß der Volkszählung 2011 wohnten in Lúky 913 Einwohner, davon 891 Slowaken, 7 Tschechen sowie jeweils 1 Magyare, Mährer und Ukrainer. 12 Einwohner machten keine Angabe zur Ethnie. 
619 Einwohner bekannten sich zur römisch-katholischen Kirche, 207 Einwohner zur Evangelischen Kirche A. B., 3 Einwohner zur evangelisch-methodistischen Kirche, jeweils 2 Einwohner zur griechisch-katholischen Kirche sowie zur Pfingstbewegung und 1 Einwohner zu den Zeugen Jehovas. 34 Einwohner waren konfessionslos und bei 45 Einwohnern wurde die Konfession nicht ermittelt.

## Bauwerke und Denkmäler
- römisch-katholische Bartholomäuskirche, ursprünglich als gotische Kirche im 15. Jahrhundert gebaut, 1612 umgebaut und 1792 im Barockstil umgestaltet